# پسامدرنیته
پسامدرنیته یا پست‌مدرنیته (به انگلیسی: Postmodernity)، انتزاعی است که به دوران تاریخی پس از مدرنیته گفته می‌شود. پست‌مدرنیته به شکل کلی، برای توصیف شرایط و وضعیت اقتصادی و فرهنگی جامعه‌ای به کار می‌رود که گفته می‌شود وضعیت مدرنیته را پشت سر گذاشته است. برخی از مکتب‌های فلسفی و فکری معتقدند که مدرنیته، در نیمهٔ دوم قرن بیستم به انتها رسید و با پست مدرنیته جایگزین شد. در حالی که دیگران از جمله یورگن هابرماس، بر این باورند که مدرنیته هنوز به پایان نرسیده است. در سال ۱۹۵۹ ایهاب حسن فیلسوف فرانسوی اولین رساله در تشریح پست مدرنیته را منتشر کرد و تا سال ۱۹۶۱ دیگر فلاسفه و اندیشمندان به تبیین و تشریح پست مدرنیته پرداختند و پست مدرنیته رسماً مورد پذیرش اکثریت فلاسفه و متفکران قرارگرفت. لازم به‌ذکر است که پست مدرنیته برخلاف کلاسیسیسم و مدرنیته تنها یک وضعیت است. وضعیتی مرکب از جهان‌بینی کلاسیک و مدرن.

## سیرتاریخی
مدرنیته با ظهور صنعتی شدن بعد از قرون وسطی و سرمایه‌داری، نظارت و نظام ملت – دولت برجسته می‌شود. در نتیجه، پست‌مدرنیته بایست جامعه‌ای فراصنعتی، فراسرمایه‌داری، و بدون دولت باشد. اگرچه هیچ‌کس تا به حال به‌طور جدی دربارهٔ وضعیت جوامع معاصر غربی بحث نمی‌کند که پست‌مدرنیته در یک وضعیت مشخص نهادی قرار دارند. بلکه مفهوم پست‌مدرنیته زمانی که برای توصیف مسائل نهادی استفاده می‌شوند، به ساخت اجتماعی‌ای اشاره دارند که تبادل اطلاعات جایگزین تولیدات صنعتی و به‌طور خاص صنایع سنگین به عنوان محرک ابتدایی اقتصادی شده است. لازم است ذکر شود که فناوری اطلاعات عنصر حیاتی این فرایند است.
گفته می‌شود که پست مدرنیته در یک تغییر کلی از تولید به مصرف به عنوان مجموعهٔ مرکزی فرایندهای اجتماعی و اقتصادی ساخت اجتماعی مداخله می‌کند. به این معنا، مفهوم پست مدرنیته تا حدی مشابه جامعهٔ فراصنعتی است، این مفهوم اظهار می‌دارد که جوامع صنعتی شاهد تغییر جهت از ساخت صنعتی به صنایع خدماتی با تأکید بر فناوری اطلاعات هستند.

## نظریه‌پردازان
اگرچه، بعضی از نظریه پردازان مفهوم پست مدرنیته را برای اشاره به موقعیت نهادی مورد استفاده قرار نمی‌دهند بلکه به منظور ارجاع به موقعیت دانش آن را به کار می‌برند؛ بنابراین بومن عنوان کرده است که پیامدهای پست مدرنیته آن‌ها چیزهایی است که ذهن مدرن بر خودش از دور و به‌واسطهٔ درک انگیزش تغییر بازتاب می‌کند.
عدم قطعیت، دو سو گرایی و ابهام پست مدرنیته امکان به چنگ آوردن سرنوشت به منظور خلق آینده‌مان را فراهم می‌آورد. اگرچه هیچ‌یک از این‌ها تضمین یا مبنای عامی برای این پروژه نیستند، بلکه تنها به عنوان احتمالی درون موقعیت پست‌مدرنیته ظاهر گشته‌اند. اندیشهٔ پست‌مدرنیته خواستار آن است که مدرنیته در پی برآوردن وعده‌های خود باشد ولو اینکه عقلانیت در آن تحریف شده است. برای لیوتارد نیز وضعیت پست مدرنیته فهم موقعیت دانش در جامعهٔ بسیار پیشرفته است. او شکاکی دربارهٔ فرا روایت‌ها را عنوان می‌کند و تفاوت‌ها و فهم‌های واقع شده درون دانش‌های خاص محلی را تجلیل می‌کند.